# Doljašnica
Doljašnica (en serbe cyrillique : Дољашница) est un village de Serbie situé dans la municipalité de Veliko Gradište, district de Braničevo. Au recensement de 2011, il comptait 302 habitants.

## Démographie

### Évolution historique de la population
| 1948 | 1953 | 1961 | 1971 | 1981 | 1991 | 2002 | 2011 |
| ---- | ---- | ---- | ---- | ---- | ---- | ---- | ---- |
| 872  | 838  | 822  | 815  | 774  | 768  | 409  | 302  |

|  |